# ウォーターメロン・シュガー
「ウォーターメロン・シュガー」（Watermelon Sugar）は、ハリー・スタイルズの楽曲。

## 概要
- 本曲は2枚目のスタジオ・アルバム『ファイン・ライン』から4枚目のシングルとしてリリースされた。
- ミュージック・ビデオは同年1月末にロサンゼルスのマリブで撮影[1]。
- ワン・ダイレクション時代を含めて自身初となるBillboard Hot 100首位を獲得[2]。
- 第63回グラミー賞では最優秀ポップ・ソロ・パフォーマンス賞を受賞、自身初のグラミー受賞となった。